# Szert Sándor Emléktorna (2000)
2000-ben rendezték a 24.Szert Sándor Emléktornát

## Eredmények
| Ford. | Dátum       | Hazai                     | Vendég                       | Eredmény | Eredmény |
| ----- | ----------- | ------------------------- | ---------------------------- | -------- | -------- |
| 1.    | 2000.08.18  | Kapfenberg Bulls          | BKM Banská Bystrica          | 70       | 65       |
| 2.    | 2000.08.18. | Salgótarjáni Beszterce KK | Salgótarjáni Fekete Sasok BC | 84       | 99       |
| 3.    | 2000.08.19. | Kapfenberg Bulls          | Salgótarjáni Fekete Sasok BC | 101      | 98       |
| 4.    | 2000.08.19. | BKM Banská Bystrica       | Salgótarjáni Beszterce KK    | 77       | 88       |
| 5.    | 2000.09.20. | Kapfenberg Bulls'         | Salgótarjáni Beszterce KK    | 110      | 87       |
| 6.    | 2000.12.16  | BKM Banská Bystrica       | Salgótarjáni Fekete Sasok BC | 100      | 99       |

## Végeredmény
| Helyezés | Klub                         |
| -------- | ---------------------------- |
| 1. hely  | Kapfenberg Bulls             |
| 2. hely  | BKM Banská Bystrica          |
| 3. hely  | Salgótarjáni Fekete Sasok BC |
| 4. hely  | Salgótarjáni Beszterce KK    |